# Камък, ножица, хартия
„Камък, ножица, хартия“ е игра, в която се играе с дланите на ръцете.
Обикновено се използва за решаване на спорове. В нея има 3 знака: камък, ножица и хартия. Хартията побеждава камъка, камъкът – ножицата, а ножицата – хартията.